# 코린치쥐
코린치쥐(Rattus korinchi)는 시궁쥐속에 속하는 설치류의 일종이다. 인도네시아 수마트라섬 서부 지역에서만 발견되고, 크린치 산과 탈락마우 산에서만 알려져 있다.